# Ascensión Mendieta
Ascensión Mendieta Ibarra (1925-2019) fue una luchadora española por la memoria histórica.
Ascensión Mendieta se convirtió en símbolo de la lucha por la memoria histórica en España por el empeño que mantuvo por la recuperación del cadáver de su padre, Timoteo Mendieta, asesinado en 1939 por franquistas, tropas del ejército español alzado contra el gobierno de la II República Española, y enterrado en una fosa común en el cementerio de Guadalajara. Ascensión Mendieta protagonizó el primer caso de exhumación de lo que se denominó "querella argentina" contra los crímenes del franquismo y fruto de ello logró recuperar los restos de su padre en 2017.

## Biografía
Ascensión Mendieta nació en la localidad guadalajareña de Sacedón el 29 de noviembre de 1925. Hija del matrimonio formado por Timoteo Mendieta, militante de la Unión General de Trabajadores (UGT), sindicato de ideología socialista adscrito al PSOE, y María Ibarra, perteneciente a una familia de derechas y de buena posición social (la madre de María se oponía a la boda y rompió relación con su hija por ello). El matrimonio tuvo siete hijos, cuatro  de ellos varones y tres mujeres (Pepa, Paz, Joaquín, Gregorio, Fotus, Timoteo y Ascensión), siendo Ascensión la segunda mayor.
En 1939, tras el arresto de Timoteo Mendieta y quedando la familia sin recursos se trasladan a la localidad madrileña de Puente de Vallecas, a casa de la madre de Timoteo. 
Tras la muerte del dictador Franco en 1975, Ascensión y su hermana Paz inicia las labores para la recuperación de los restos de su padre. Al fallecer Paz, es Ascensión, apoyada por su familia, quien continua las mismas hasta lograr, primero en 2013 y luego en 2017, que se realicen los trabajos de exhumación e identificación que concluyen con la entrega de los restos mortales de su padre y el enterramiento de los mismos en el Cementerio civil de Madrid. 
Ascensión murió el 16 de septiembre de 2019 en Madrid a los 93 años de edad.

## Exhumación de Timoteo Mendieta
El padre de Ascensión, Timoteo Mendieta, que era el secretario local  de la Unión General de Trabajadores (UGT) y natural de Sacedón (Guadalajara), fue fusilado por las tropas franquistas el 16 de noviembre del 1939 y enterrado, junto con otras 21 personas igualmente represaliadas, en una fosa común del cementerio municipal de Guadalajara tras ser detenido en abril por un representante de los alzados contra la República y un vecino del pueblo (se da la circunstancia que fue la propia Ascensión, que tenía entonces 13 años de edad, quien abrió la puerta). Tras la muerte de Francisco Franco y el restablecimiento de la democracia, la familia de Ascensión, primero su hermana Paz y luego ella, pidió la exhumación del cadáver para poderlo enterrar de forma digna. 
Ante la inoperancia de la justicia española acudió a la justicia argentina, para incluir el caso dentro de la denominada “querella argentina”, para ello viajó a Buenos Aires en noviembre de 2013 y realizó una petición ante la jueza María Romilda Servini de Cubría quien realizó un auxilio judicial por el que ordenó la exhumación. Tras ser rechazada por cuestiones de forma en un primer momento, se volvió a realizar la petición que fue atendida por el juzgado número 2 de Guadalajara que ordenó la exhumación en enero de 2013.
El 19 de enero de 2013 un equipo de la Asociación para la Recuperación de la Memoria Histórica (ARMH) comenzaban los trabajos de exhumación en la fosa número 2 tal y como figuraba en la documentación aportada y en la orden judicial. Estos trabajos concluyeron el 30 de ese mismo mes. Exhumaron varios cuerpos de la fosa común y tras los pertinentes trabajos de identificación y pruebas forenses determinaron que ninguno de los restos pertenecía a Timoteo Mendieta. 
En mayo de 2017 el juzgado número 1 de Guadalajara atendiendo un nuevo requerimiento de la jueza Servini dio orden de realizar nuevos trabajos de exhumación que se iniciaron el 9 del mismo mes. Los restos obtenidos fueron enviados a analizar mediante pruebas de ADN y concluyeron, como se comunica el 9 de junio del mismo año, que pertenecen a Timoteo Mendieta y entregado a su familia, que les dio sepultura en el cementerio civil de la Almudena de Madrid.
Este caso fue la primera exhumación realizada en España solicitada por la jueza dentro de la querella argentina.
La ARMH entregó en 2018 a sus familiares los restos identificados de otros 22 asesinados en 1939 exhumados en ese mismo cementerio.

### Laquerella argentina
El 14 de abril de 2010 se presentó en los tribunales de Buenos Aires (Argentina) una querella pidiendo la investigación del genocidio y los crímenes de lesa humanidad cometidos en España durante la Guerra civil de 1936 y la dictadura que le siguió. La querella la presentaron diversas organizaciones humanitarias argentinas y españolas junto a Adolfo Pérez Esquivel, premio Nobel de la Paz 1980 y Darío Rivas, hijo del que fuera alcalde de Castro de Rey, pequeña localidad gallega, asesinado en 1937 por los franquistas.
La petición estaba basada en el "principio de jurisdicción universal". Fue la única abierta en todo el mundo por las graves violaciones de derechos humanos cometidas durante la Guerra Civil y el franquismo. Fue realizada después de que los tribunales españoles vetaran las investigaciones del juez Baltasar Garzón, sobre los desaparecidos por el franquismo.

## Premio de Derechos Humanos
El 10 de diciembre de 2017 le fue otorgado el Premio Derechos Humanos, que está destinado  a una persona o entidad por la difusión y protección de los Derechos Humanos, dentro de la segunda edición del Festival de Cine y Derechos Humanos de Madrid. El premio le fue entregado por Toni Navarro y concedido por 

por su lucha por recuperar los restos de su padre de una fosa común y darles finalmente sepultura, lo cual permitirá que otras muchas familias puedan recuperar ahora los restos de los suyos.

Premios en vida: Premio Derechos Humanos, que fue entregado por , director del Festival de Cine y Derechos Humanos de Madrid en su segunda edición. Fecha: 10 de diciembre de 2017.